# Riga Mustapha
Rahamat Riga Mustapha (* 11. September 1978 in Accra, Ghana) ist ein niederländischer Fußballspieler, der zurzeit beim spanischen Zweitligisten FC Cartagena unter Vertrag steht. Oft wird er auch kurz „Riga“ genannt. Er kann sowohl auf den Außenbahnen als auch im Sturm spielen.

## Spielerkarriere

### Verein
Der gebürtige Ghanaer Riga Mustapha, der auch einen niederländischen Pass besitzt, startete seine Karriere als Fußballer bei Vitesse Arnheim, wo er sich in den fünf Jahren, während denen er dort unter Vertrag stand, nicht durchsetzen konnte. In der Saison 2000/2001 war er an RBC Roosendaal ausgeliehen. Im Jahr 2003 verließ er Roda dennoch und unterschrieb bei Sparta Rotterdam, wo er bis 2005 wieder zu alter Form fand. Zwischen 2005 und 2008 spielte er in der höchsten spanischen Spielklasse für UD Levante.
Nach dem Abstieg von UD Levante unterschrieb der ehemalige U-21-Nationalspieler der Niederlande zur Saison 2008/09 einen neuen Vertrag beim englischen Erstligisten Bolton Wanderers. Veröffentlicht wurde die Verpflichtung des antrittsschnellen Flügelspielers offiziell am 1. August 2008. Einen Tag später wirkte er bereits in einem Freundschaftsspiel gegen Chorley F.C. Sein Debüt in der Premier League gab er am 23. August 2008 gegen Newcastle United. Er wurde in 85. Minute eingewechselt.
Im Januar 2011 wurde sein auslaufender Vertrag mit den Bolton Wanderers nicht verlängert. Im März selben Jahres unterschrieb der Niederländer einen Vertrag beim FC Cartagena.